# Église Saint-André d'Appeville-Annebault
 (juin 2022).
La mise en forme du texte ne suit pas les recommandations de Wikipédia : il faut le « wikifier ».
Les points d'amélioration suivants sont les cas les plus fréquents. Le détail des points à revoir est peut-être précisé sur la page de discussion.
- Les titres sont pré-formatés par le logiciel. Ils ne sont ni en capitales, ni en gras.
- Le texte ne doit pas être écrit en capitales (les noms de famille non plus), ni en gras, ni en italique, ni en « petit »…
- Le gras n'est utilisé que pour surligner le titre de l'article dans l'introduction, une seule fois.
- L'italique est rarement utilisé : mots en langue étrangère, titres d'œuvres, noms de bateaux, etc.
- Les citations ne sont pas en italique mais en corps de texte normal. Elles sont entourées par des guillemets français : « et ».
- Les listes à puces sont à éviter, des paragraphes rédigés étant largement préférés. Les tableaux sont à réserver à la présentation de données structurées (résultats, etc.).
- Les appels de note de bas de page (petits chiffres en exposant, introduits par l'outil «  Source ») sont à placer entre la fin de phrase et le point final[comme ça].
- Les liens internes (vers d'autres articles de Wikipédia) sont à choisir avec parcimonie. Créez des liens vers des articles approfondissant le sujet. Les termes génériques sans rapport avec le sujet sont à éviter, ainsi que les répétitions de liens vers un même terme.
- Les liens externes sont à placer uniquement dans une section « Liens externes », à la fin de l'article. Ces liens sont à choisir avec parcimonie suivant les règles définies. Si un lien sert de source à l'article, son insertion dans le texte est à faire par les notes de bas de page.
- La présentation des références doit suivre les conventions bibliographiques. Il est recommandé d'utiliser les modèles {{Ouvrage}}, {{Chapitre}}, {{Article}}, {{Lien web}} et/ou {{Bibliographie}}. Le mode d'édition visuel peut mettre en forme automatiquement les références.
- Insérer une infobox (cadre d'informations à droite) n'est pas obligatoire pour parachever la mise en page.

Pour une aide détaillée, merci de consulter Aide:Wikification.
Si vous pensez que ces points ont été résolus, vous pouvez retirer ce bandeau et améliorer la mise en forme d'un autre article.
L'église Saint-André est une église catholique située à Appeville-Annebault, en France.

## Localisation
L'église est située dans le département français de l'Eure, sur la commune d'Appeville-Annebault.

## Historique
L'édifice est classé au titre des monuments historiques en 1862.
L'église fut commencée en 1518 (par Jean IV d'Annebault) et achevée par les soins des deux illustres frères d'Annebault. Elle est construite entièrement de pierres. Leurs armes reproduites dans différents endroits attestent suffisamment qu'ils avaient dû contribuer pour une large part dans les réparations.
Le chœur de l'église a d'abord été construit au XIVe siècle, et après, la nef et la tour au XVIe siècle. L'un des éléments les plus intéressants de cette construction semble être une corniche extraordinairement ouvragée d'animaux et fruits qui fait, sous le toit, le tour de la nef.
L’église d’Appeville, dédiée à l’apôtre André, appartenait, sous l’Ancien Régime, à l’ancien diocèse de Rouen et dépendait du doyenné de Pont-Audemer. L’édifice primitif aurait été construit dans un petit champ nommé le « clos de Saint-André », entre le hameau de la Sauvagerie et celui des Planets, appelé aussi les « côtes de l’Église ». Selon la tradition, chaque nuit voyait la démolition des travaux de la journée et le transport mystérieux des matériaux sur le site de l’église actuelle, dans la vallée, parmi les prairies baignées par la Risle environnées de collines boisées…
La patronage de l’église fut donné à l’abbaye du Bec par Robert de Montfort, fils de Hugues II vers 1097, donation confirmée par l’archevêque de Rouen en 1141. De cette époque, subsistent les contreforts du chœur, eux-mêmes restaurés vers le XIVe siècle et le chœur, partie la plus ancienne de l’église, construite en cailloux et anciennement éclairée dans son fond par une fenêtre maintenant occultée. À noter qu’à droite du chœur, un bâtiment construit ultérieurement à l’époque gothique, abrite la sacristie éclairée par une demi-fenêtre ogivale.
Grâce au mécénat des frères Annebault, la nef fut reconstruite dans le style ogival. Les travaux furent commencés en 1518, comme l’indique une plaque dans la nef : « Et fut cette église commencée neufve l’an de grâce Lil Vce Dix Huict Ve de juillet ». Le Prévost la trouvait « remarquable par le dessin régulier de son vaisseau, l’élégance de sa tour carrée et les sculptures délicates du portail ». Elle est assurément la plus élégante du pays de Montfort. Les figures d’anges, les feuilles délicatement évidées, tout cela atteste l’habileté des artisans. De même que les quatre lucarnes gothiques, couronnées de bouquets de chardons, corrigent la monotonie ordinaire aux flèches d’ardoise, souvent nues et lisses dans leur hauteur.

## Famille d’Annebault, mécène d’Appeville
Cette famille, originaire du Pays d’Auge, a donné son nom à Appeville. En 1367, Raoul d’Annebault prend le titre de seigneur de Brestot, d’Appeville et d’Aubigny (un fief assis sur Tricqueville). Il vit encore en 1409, car on le voit alors rendre aveu pour ces trois seigneuries. Son petit-fils, Jean IV, maréchal de France, connétable héréditaire de Normandie, épouse Marie-Marguerite de Blosset de Carouges, la tante de Jean Le Veneur, évêque de Lisieux, future cardinal. Naquirent de ce mariage, deux garçons : Claude et Jacques, et trois filles dont Anne qui épouse Jean de Vieuxpont, seigneur du Neubourg. C’est à la munificence de Claude et Jacques que nous devons le superbe vaisseau de la nef de Saint-André d’Appeville.
L’Amiral : Claude succède à son père vers 1515. Sa conduite valeureuse et sa bravoure sur les champs de bataille (Mézière, Pavis, Turin) lui valent d’être maréchal de France, gouverneur du Piémont, commandeur de l’Ordre de Saint-Michel (d’où le culte de Saint-Michel en l’église). François Ier le nomme amiral de France en remplacement de Philippe Chabot, puis il devient premier ministre pendant la disgrâce du connétable de Montmorency. Il aurait été aussi bailli d’Évreux, ce qui favorisa les entreprises de son frère contre l’abbaye de Saint-Taurin.
Il entreprend de rebâtir l’église d’Appeville en 1518, puis de construire un château aux proportions si vastes que ni lui, ni ses successeurs n’auront assez de finances pour l’achever. Un autre projet de l’amiral : canaliser la Risle pour la rendre navigable jusqu’à l’estuaire. En 1547, la mort de François Ier, entraîne sa disgrâce ; Henri II le tient éloigné. Cependant il obtient, en 1549, l’érection de sa terre d’Appeville en baronnie d’Annebault. Claude d’Annebault décède en 1552, à la Fère en Picardie et son corps est ramené en l’église d’Appeville. Il avait épousé Françoise Tournemine, baronne de la Hunaudaye, veuve de Pierre de Laval, seigneur de Montafilent et veuve en secondes noces de René de Montjean, maréchal de France.
Le Cardinal : Jacques d’Annebault est du chapitre de la cathédrale d’Évreux. Il semble avoir été archidiacre d’Évreux, du 4 octobre 1521 au 30 août 1533, à la suite de la démission de Jean Chauvin. Jacques résigne sa prébende de Bernienville la veille de Pâques 1526, pour entrer en possession de celle de Thevray, la plus richement dotée du diocèse. Pendant quatre ans, il est doyen du chapitre jusqu’en août 1539, quand son cousin Jean le Veneur se démit de son évêché de Lisieux en sa faveur. Le système de la commende lui est particulièrement favorable. En 1532. Jean le Grand « est contraint de céder à la violence du temps qui l’obligea à faire démission de son abbaye à Jacques d’Annebault qui fut le premier abbé commendataire de Saint-Taurin, et doit se contenter d’une pension fort modeste ». Il recueillera de son cousin la commende de l’abbaye de Préaux en 1535, puis celle du Mont Saint-Michel en 1539, avant de recevoir celle de Bonport et de Saint-Serge d’Angers. Enfin François Ier lui donne celle du Bec-Hellouin « au moment de la naissance de François, fils du Dauphin », en 1544. Le 3 mai 1545, dans l’église abbatiale du Bec-Hellouin, il est successivement ordonné prêtre puis remet en outre la barrette cardinalice dont Paul III l’avait gratifié au consistoire du 19 décembre 1544. Il assiste aux obsèques de François Ier, décédé le 31 mai 1547 et suit son frère Claude dans la disgrâce. Il meurt en l’hôtel du Bec à Rouen le 7 juin 1558 et est inhumé aux côtés de son frère, dans l’église d’Appeville.

## Structure
L’édifice se compose d’un chœur du XIVe siècle, moins élevé que la nef du XVIe siècle. Celle-ci s’accompagne de deux collatéraux étroits séparés d’elle par six colonnes monocylindriques à base hexagonale et à nervures offrant des moulures prismatiques. La nef construite en pierre est entièrement voûtée, les clefs de voûte sont admirablement ouvragées et ornées, dont celle de la première travée représentant la colombe de l’Esprit Saint et celle de la première travée du collatéral nord, saint Michel terrassant le dragon. Commencée en 1518, les travaux se poursuivent jusqu’au milieu du XVIe siècle. Les armes des deux frères, le cardinal Jacques d’Annebault, abbé du Bec et évêque de Lisieux et l’amiral Claude d’Annebault qui figurent en divers endroits de l’édifice attestant la part prise par cette illustre famille à la reconstruction de l’église.
La tour, avec sa flèche, ainsi que le portail occidental avec son arc en accolade appartiennent également au XVIe siècle. Le mur septentrional est percé de quatre larges fenêtres en arc brisé à remplage flamboyant et divisé par deux meneaux à moulures prismatiques. Des contreforts carrés à la base et s’évidant se terminent par d’élégants pinacles à crochets. Des gargouilles monstrueuses surmontent ces contreforts. Des gâbles à chaperons sont ornés de crochets sur les rampants et deux statues, côté nord, un homme revêtu de la chasuble, du côté sud saint André et la croix de son martyre et un lion portant un écusson barré de la croix de saint André. Une riche corniche, profondément fouillée et portant un cordon de feuillages et de fruits, parmi lesquels jouent des animaux fantastiques, court sous le toit tout autour de l’église. Le mur méridional, semblable à celui du nord, est percé de cinq baies en plein cintre brisé, dont une murée, sans remplage et d’une porte à cintre aplati couronné d’une accolade et d’un sourcil avec trois têtes d’angelots assez abîmées par les intempéries et la fragilité de la pierre calcaire. La porte latérale a été refaite en 1819 par I. Huard et l’intérieur par Didier Lamy « menuisier à Appeville » dans les années 1980.
Le chœur est construit en maçonnerie de silex, épaulé par d’épais contreforts du XIVe siècle et éclairé par deux fenêtres en cintre brisé. Le chevet plat comportant deux contreforts est percé d’une fenêtre bouchée. À son côté, à l’époque gothique, une sacristie a été construite, éclairées par une fenêtre ogivale à demi obstruée.
Les travaux devaient se poursuivre par le chœur, en effet des vestiges de début de travaux se voient dans le mur oriental de la nef. La disgrâce de l’amiral et du cardinal a dû stopper les travaux.
La tour est formée d’une pyramide carrée en pierre à deux étages, flanquée d’une tourelle ronde contenant l’escalier et se terminant en poivrière, et couronnée d’une élégante flèche en charpente ardoisée portant à mi-hauteur quatre petites lucarnes pointues. La pyramide comprend deux étages et se trouve appuyée aux quatre encoignures d’un contrefort avec ressaut à chaque étage s’amortissant par un pinacle à crochets. Le rez-de-chaussée est percé, sur la façade septentrionale, d’une élégante fenêtre à tracerie flamboyante. L’étage du beffroi est percé, sur chaque face, de deux hautes baies cintrées à voussures profondes et divisées par des meneaux horizontaux en trois étages qui renferme, t chacun deux petites arcures trilobées et accouplées. Quatre énormes gargouilles sont disposées aux angles de l’entablement supérieur. Le clocher possédait autrefois plusieurs cloches, il en reste trois aujourd’hui, l’une d’elles porte l’inscription suivante :
HAVT ET PVISSANT SEIGe MESSIR BERNARD
POTIER CHEVALIER CONTE ET SEIGr DES CONTEES DE
SAINT ANDRIEU D’APPEVILLE NATIF D’ICELLE PAROISSE QVI TREPASSA
LE VIIe JR D’APRIL AVANT PACQUES MIL CCCC ET III :
PRIES DIEV POUR LVI
Dans le chœur, inscription de fondation de messe :
MADELEINE GEFOSSE VEVVE JACQUES NOS
A DE SON VIVANT AVMONE AV TRESOR DE ST
ANDRE D’APPEVILLE 3 VERGEES DE TERRE LABOURABLE
SEIZE EN LADITE PAROISSE TIEGE DES CALOS A LA
CHARGE QVE LEDIT TRESOR SERA TENDV DE FAIRE
CELEBRER POVR ELLE ET SES DESCENDANTS 5 SERVICES D’VNE NOCTVRNE
ET DEVX HAVTES MESSES LE 16 AOVST ET LE 9 septembre
LE 1er LVNOY DE CAREME LE 9 DECEMBRE
ET LE 26 DE MARS A PERPETVITE AVQVELS
ON SONNERA LES CLOCHES LE SOIR PRECEDENT ET SERA LE SIEVR CVRE
OBLIGE D’AVERTIR LE DIMANCHE PRECEDENT
A SON PRONE SVIVANT LA TENEVR DU
CONTRACT PASS DEVANT JACQUES LE CORNY TABELLION
A MONTFORT LE 26 DE Mars 1676
Requiescant in pace Amen

### Nef
Une poutre de gloire en fer forgé avec un christ du XVIIIe siècle sépare le chœur de la nef.
Du côté Nord : Chapelle de Saint-Michel, retable à colonnes torses et pampre de vignes, volutes à têtes d’ange encadrant une toile du XVIIIe siècle représentant le jugement dernier, surmontée d’une très belle statue du prince des anges : saint Michel terrassant le dragon.
Du côté Sud : Chapelle de la Vierge avec un autel de même facture, la toile représente l’Assomption de la Vierge, surmontée d’une Vierge à l'Enfant. Séparant les chapelles de la nef, de chaque côté, deux série de bancs de la charité d’Appeville conservent les bâtons décorés de motifs en cire : angelots, fleurs, étoiles…
Du côté septentrional : Des fragments de vitraux dans les parties hautes des verrières : Sainte Trinité, anges musiciens du XVIe siècle, anges priant, partie supérieure d’une crucifixion, Christ au linceul… Aux très belles couleurs, dues au mécénat de la famille d’Annebault. La chaire date de la fin du XVIIIe siècle, de style classique.
Du côté méridional : Statuette de saint Milfort, en pierre polychrome du XVIe siècle provenant de la chapelle du Vieux Montfort, les mamans qui viennent invoquer le saint grattent le socle de la statue : la poussière calcaire, mélangée au lait du biberon, fortifie le bébé (!) Statue de Notre Dame de Bonsecours, est en bois décapé du XVIIIe siècle.
Une fondation de messe :
CY DVANT GYZENT LES CORPS D’HONORABLES HOMES
JACQUES GREAVME QVI DECEDA LE 18e DE JVIN 1658 ET
CHARLE GREAVME SON FILS LEQUEL DECEDA LE 13e DE JVIN
1658 LESQUELS ONT AVSMONE AU TRESOR DE CETTE PAROISSE
DE SAINT ANDRE D’APPEVILLE VNE ACRE DE TERRE LABOVRABLE
ASSISSE AVDIT APPEVILLE TRIEGE DE LA CROIX AU CLERTS A LA CHARGE
QVE LE DIT TRESOR SERA OBLIGE DE FAIRE DIRE ET CELEBRER
POVR LESDITS DIFFVNCTS ET LEVRS DESCENDANTS LES VIGILES AVN
NOCTVRNES ET LES LAUDES AVEC II. HAVTE MESSE TOVS LES
PREMIERS MARDYS DE CHAQVE MOIS A PERPETVITE PENDÂT LEQUEL OFFICE
ON SÔNERA LES CLOCHES ET LE SOIR DU LÔ PRECEDANT ET
SERA LE SIEVR CVRE OBLIGE D’EN ADVERTIR LE DIMECHE D’AVPARAVAT
AV PROSNE DE LA GRANDE MESSE SVIVANT LA TENEUR DU
CONTRAT PASSE DEVANT CLEMENT BEVZELOC
TABELION A MONTFORT FAICT L’AN 1659
Requiescant in pace Amen
La porte latérale a été refaite en 1819, par I. Huard, et D. Lamy en 1986.
Inscription à droite de la porte latérale, dans une cartouche :
ET FVST CESTE EGLISE COMMENCEE NEVFVE L’AN DE
GRACE MIL Vc e DIX HVIT Ve DE JUILLET
Pour les amateurs d’Art déco, le chemin de croix est une œuvre de 1936.
Les fonts baptismaux Renaissance de la fin du XVIIe siècle, très finement et gracieusement sculptés. Le socle en est plus récent.

## Fontaine Sainte-Marguerite
Située au chevet de l'église Saint-André, on y accède par quelque marches. Dans une niche a été placée la statue de sainte Marguerite, en bois, abîmée, provenant de la léproserie de l'Ortier. Les rubans attestent que le pèlerinage pour soigner les ulcères « dartreux » est encore vivace.
Au pied de la statue, un petit bassin reçoit les eaux filtrant à travers le cimetière. Un curé du XIXe siècle a cherché à rétablir le pèlerinage de l'Ortier et le bénéfice qu'il rapportait. Cette cavité est une partie du caveau de la famille d'Annebault que ce même prêtre fit partager en deux, on pouvait y accéder depuis l'église par une porte à gauche de l'autel, aujourd'hui murée.